# Olympische Sommerspiele 2004/Teilnehmer (Panama)
| Gelbes Symbol für Goldmedaillen mit stilisierten Olympischen Ringen | Graues Symbol für Silbermedaillen mit stilisierten Olympischen Ringen | Braundes Symbol für Bronzemedaillen mit stilisierten Olympischen Ringen |
| ------------------------------------------------------------------- | --------------------------------------------------------------------- | ----------------------------------------------------------------------- |
| —                                                                   | —                                                                     | —                                                                       |

Panama nahm an den Olympischen Sommerspielen 2004 in Athen, Griechenland, mit einer Delegation von vier Sportlern (drei Männer und eine Frau) teil.

## Teilnehmer nach Sportarten

### Leichtathletik
- Bayano Kamani
400 Meter Hürden: 5. Platz

- Irving Saladino
Weitsprung: 36. Platz

### Schwimmen
- Eileen Coparropa
50 Meter Freistil: Halbfinale
100 Meter Freistil: Vorläufe

- Ismael Ortiz
100 Meter Freistil: Vorläufe